# Поэтология
Поэтология — отрасль литературоведения, которая специализируется на изучении личности поэта и его представлений о творчестве.

## Определение
Поэтологией в современной науке принято называть раздел филологии, изучающий проблемы авторской саморефлексии, а также мировоззрение поэта и его отношение к собственному творчеству. Наиболее важной в данной отрасли становится фигура человека-творца. Центральной темой поэтологии можно назвать тему «поэта и поэзии», другими словами, «тему творчества».
Первым о поэтологии заговорил швейцарский филолог-славист, поэт и переводчик Ф. Ингольд в конце XX века. В его работе не давалось определение термина, но «поэтологическими» были названы стихотворения, посвящённые теме «поэта и поэзии».
Продолжил изучение поэтологии и выделил для неё определённую область исследования М. Тростников в книге «Поэтология» (1997). Поэтология, по словам М. Тростникова, это наука, изучающая «поэтическое» во всех его проявлениях и делающая «поэтическое» основным объектом исследования. Учёный считает, что в своём творчестве поэт стремится высказаться о собственной личности и внутреннем мире лирического «Я», такое стремление становится ключевым объектом анализа в поэтологической науке. Из этого следует, что интерес исследователей-поэтологов направлен на изучение индивидуальности поэта-творца, проявляющейся в лирических текстах с тематической направленностью «творчество».

## Другие определения
- Поэтология — комплекс эстетических представлений поэта о сущности поэзии и поэтического творчества[3].
- Поэтология — наука, рассматривающая вопрос о поэте и его духовном пути, о сущности и назначении поэзии[4].
- Поэтология — это не просто наука о поэте и поэзии, но «философско-религиозная антропология», изучающая художественно-философское самосознание автора: «Речь идёт о религиозной телеологии человеческой жизни, представленной в различных формах творчества»[5].